# Raúl Becerra Egaña
Raúl Becerra Egaña (* 27. November 1941 in Havanna) ist ein kubanischer Diplomat.

## Leben
Er studierte in der DDR Außenhandelswirtschaft an der Hochschule für Ökonomie Berlin. Von 1973 bis 1979 war er als kubanischer Handelsrat in Österreich und der Schweiz eingesetzt. Es folgten Leitungsfunktionen im Außenhandelsministerium Kubas. In der Zeit von 2001 bis 2006 wirkte er als Handelsrat in Deutschland. 2006 wurde er Vorsitzender der kubanischen Handelskammer. Im Jahr 2009 übernahm er das Amt als kubanischer Botschafter in Deutschland, das er bis 2013 innehatte.
Neben Spanisch spricht er auch Deutsch und Englisch.